# Zoltan Acs
Zoltan J. ACS là một trong những người ủng hộ tích cực nhất cho việc bồi dưỡng tinh thần doanh nghiệp.
Tiến sĩ Zoltan J. ACS là một giáo sư của Đại học George Mason. Ông dạy tại Khoa Chính sách công cộng và lãnh đạo Trung tâm Tinh thần doanh nghiệp và Chính sách công cộng. Hiện nay ông đang làm công tác nghiên cứu tại Viện Max Planck về kinh tế tại Jena, Đức và quỹ Kauffman Foundation. Ông là biên tập viên và là người sáng lập Small Business Economics, một tạp chí về tinh thần doanh nghiệp và doanh nghiệp nhỏ. Ông đã công bố hơn 100 bài báo và 20 cuốn sách, bao gồm các bài viết về nhận xét trên các tạp chí American Economic Review, Review of Economics and Statistics, Kyklos, Journal of Urban Economics, Economica, Research Policy and Science Policy.
Năm 2001, Tiến sĩ ACS đã nhận được các giải thưởng quốc tế cho nghiên cứu doanh nghiệp nhỏ và tinh thần doanh nghiệp.- Zoltan J. Acs & David B. Audretsch